# Маньома, Эмильсен
Эмильсен Маньома (1985 — январь 2017) — колумбийская правозащитница.
У Маньомы было афроколумбийское происхождение, она работала в организации «Сообщества, строящие мир на территориях» (в сети CONPAZ) в регионе Бахо Калима департамента Валье-дель-Каука. Маньома явно критиковала правые военизированные формирования, а также горнодобывающие и сельскохозяйственные корпорации. Её работа касалась прав людей, перемещённых в результате незаконного оборота наркотиков. Маньома также работала в Колумбийской комиссии по установлению истины, документируя убийства и исчезновения, и в Гуманитарном пространстве Пуэнте-Найеро, попытке создать в апреле 2014 года пространство, свободное от вооружённых группировок.
Её убили в январе 2017 года вместе с её партнером Джо Хавьером Родаллегой.

## Убийство
Мать Родаллеги рассказала El País, что Маньома и Родаллега в ночь на 14 января 2017 года были дома, смотрели в пижамах фильм со своим сыном, потом сели в такси, и их больше никто не видел. Их тела были найдены через три дня в сельской местности Буэнавентуры, города, где они жили, с колотыми и огнестрельными ранениями. У них обоих было перерезано горло, а руки Родаллеги были связаны. Через несколько дней после убийства FARC опубликовала заявление, в котором обвинила в убийстве брата Маньомы, Марко Антонио Маньома Окампо, он же Камило Робледо. Согласно заявлению, Робледо дезертировал из FARC с деньгами и оружием и вернулся в Буэнавентуру, где убил свою сестру и её партнера. В феврале 2017 года колумбийские власти арестовали таксиста Хулио Сезара Валенсию Морено по подозрению в участии в убийстве, а неделю спустя арестовали упомянутого брата Маньомы. 13 февраля 2017 года по тому же делу был арестован и отправлен в тюрьму мужчина, имя которого не разглашается.
Причиной убийства была названа работа Маньомы против интересов бизнеса и военизированных формирований. Её убийство стало частью серии убийств политических активистов в стране, произошедших во время президентства Хуана Мануэля Сантоса: в период с 2011 по 2016 год было убито не менее 534 активистов.